# Centro Comercial Miraflores

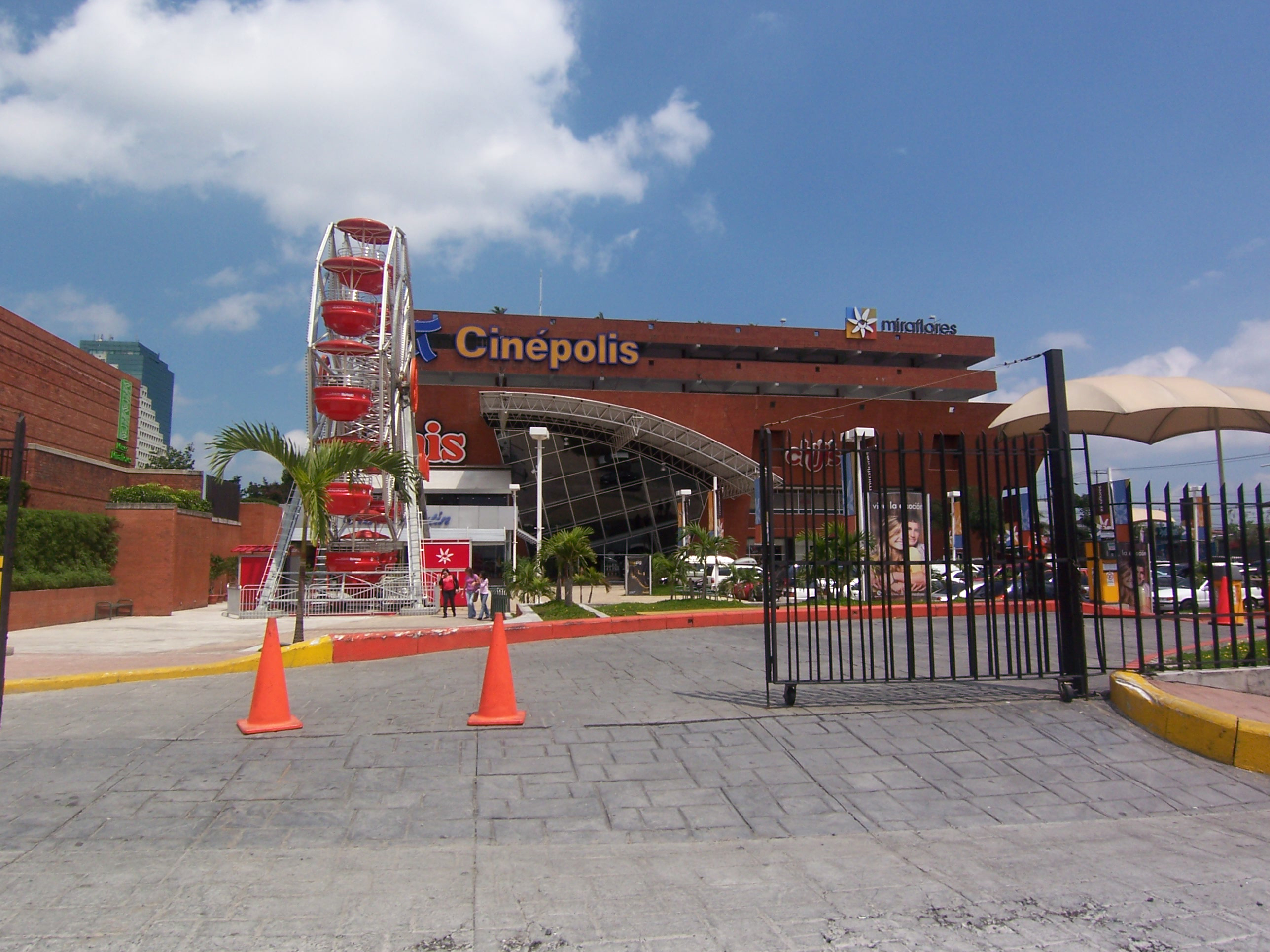
Imagen años después de la construcción de Miraflores.

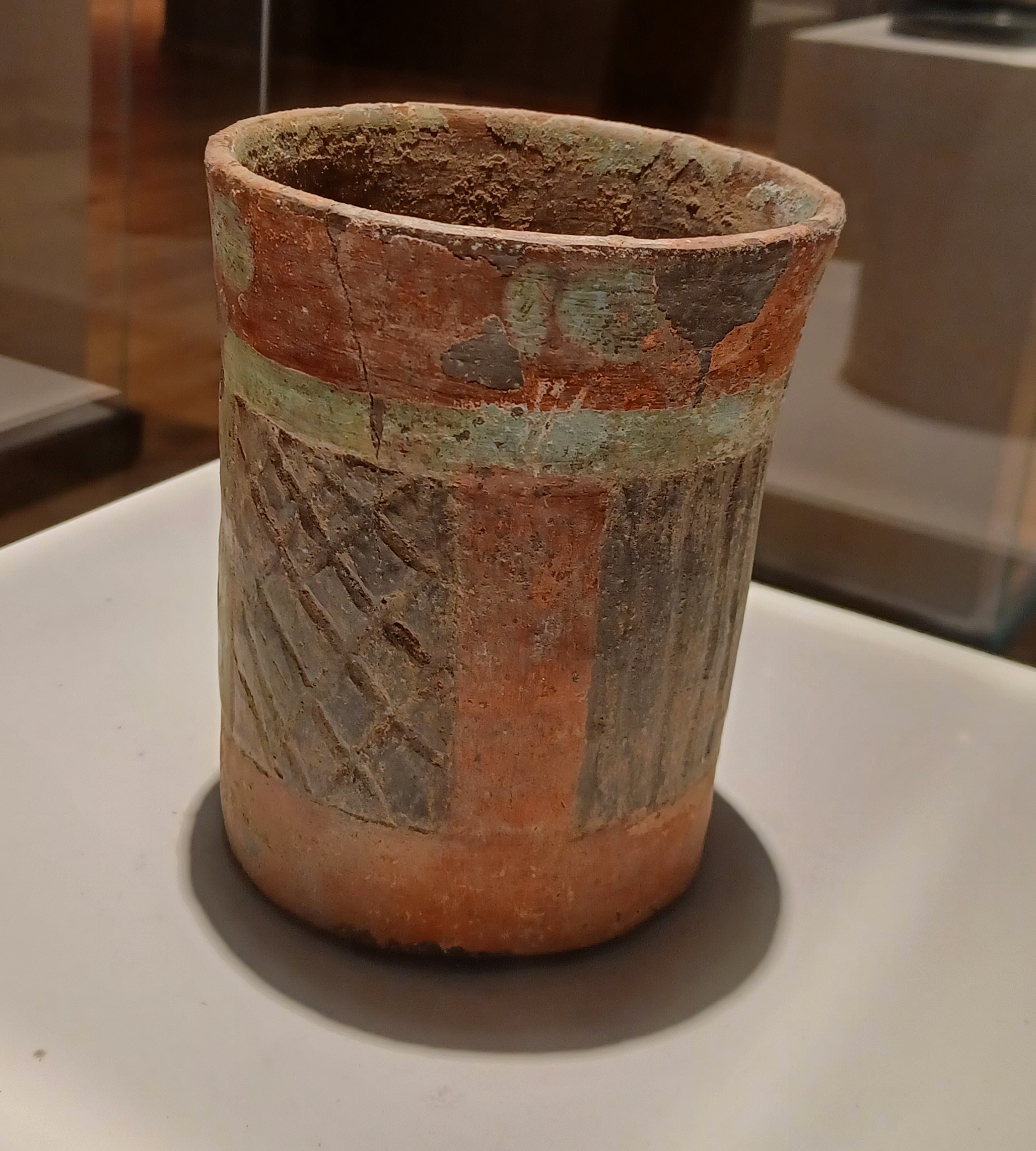
Colección del Museo Miraflores en la ciudad de Guatemala, un museo arqueológico dedicado a la ciudad maya de Kaminaljuyú.

Miraflores es un centro comercial ubicado en Calzada Roosevelt, Zona 11, Ciudad de Guatemala, Guatemala. El centro comercial es propiedad de Grupo Spectrum y sus atracciones incluyen ser, el único centro comercial en el mundo que albergo un centro prehispánico ,Kaminaljuyú, alojando un museo llamado Museo Miraflores, que exhibe artefactos antiguos de la antigua ciudad maya, Kaminaljuyú, El complejo comercial colinda con otro complejo llamado Tikal Futura. Las comodidades que ofrece el complejo incluyen cines, espacios al aire libre, museos, supermercados, tiendas de ropa, restaurantes, zapaterías y más. El complejo comercial tiene un área de construcción de 180,000 metros cuadrados y un área comercial de 62,000 metros cuadrados, es uno de los centros comerciales más grandes de Guatemala. 

## Historia
Inaugurado en 2003, Miraflores está catalogado como el “primer centro comercial de Guatemala” y uno de los primeros de Centroamérica, con más de 300 opciones de compras entre restaurantes, lugares de moda y entretenimiento. Desde sus inicios, Miraflores ha atendido exitosamente a más de 100 millones de visitantes. El centro comercial ha sufrido tres grandes reformas a lo largo de su historia.
En la primera fase de renovaciones en 2006, el desarrollador Spectrum invirtió aproximadamente $25 millones para construir el segundo y tercer piso comercial, duplicando el área de 60.000 metros cuadrados a 125.000 metros cuadrados.
En una segunda renovación en 2011, el desarrollador Spectrum invirtió aproximadamente $22 millones para construir más de 40 espacios comerciales y 10 quioscos, así como 15 opciones de comida más y un nuevo patio de comidas. La superficie aumentó de 125.000 metros cuadrados a 170.000 metros cuadrados. El centro comercial tiene como objetivo introducir nuevas opciones de compra al mercado guatemalteco.
En la tercera fase de renovaciones en 2020, el desarrollador Spectrum invirtió $11 millones para crear una nueva área natural llamada "El Parque", diseñada para presentar un espacio al aire libre más abierto y amigable para las familias. Los jardines "El Parque" ofrecen una variedad de actividades gastronómicas y de entretenimiento familiar, con superficies que van desde los 8.000 m² hasta los 11.000 m². 
Actualmente, el Centro Comercial Miraflores es uno de los centros comerciales más concurridos de la Ciudad de Guatemala debido a su gran variedad de mercancías.

### Incidentes
El 28 de febrero de 2020 , ocurriría un suceso trágico en donde en el establecimiento un trabajador de las tiendas del centro comercial fallecería en uno de los baños del centro comercial por paro cardiorrespiratorio. Algunos testigos comentan que hubo un doctor en el área de restaurantes que trató de ayudarlo pero por los protocolos del centro comercial, no habría brindado asistencia médica.
El 27 de diciembre de 2022, ocurriría un incidente armado que cobraría la vida de un hombre, el hecho sucedió en uno de los sótanos del establecimiento, la persona fallecida habría estado haciendo compras con su novia y un amigo cuando dos sujetos se bajaron de una camioneta agícola ,en donde, accionaron el arma contra la víctima y huyeron del aparcamiento. Según informe de la Policía Nacional Civil de Guatemala. 

El 17 de noviembre de 2024, ocurriria, que un carro caeria del septimo piso de parqueo en el comercial. El incidente cobraria la vida de un joven, quien trabajaba en un kiosko en la plaza principal del comercial, donde exactamente caería el carro. Según informes de medios y testigos, La culpa seria de los arquitectos del comercial, debido a que los muros de los niveles de parqueo eran fragiles y se podrian quebrar facilmente.

### Museo Miraflores
El Museo Miraflores es un museo arqueológico en la Ciudad de Guatemala, Guatemala, dedicado a exhibir artefactos de la antigua ciudad maya de Kaminaljuyú. El museo está abierto de martes a domingo de 9:00 a. m. a 7:00 p. m. El museo fue fundado en 2002 y está gestionado por la organización sin fines de lucro Fundación Miraflores. El museo tiene una superficie de aproximadamente 1.200 metros cuadrados. En el suelo de la entrada del museo hay un mapa antiguo de la ciudad. Encima del mapa hay un panel de vidrio que indica las calles actuales de la Ciudad de Guatemala.

## Datos del Centro Comercial
- Posee 300 espacios comerciales con gran variedad de opciones de compra.

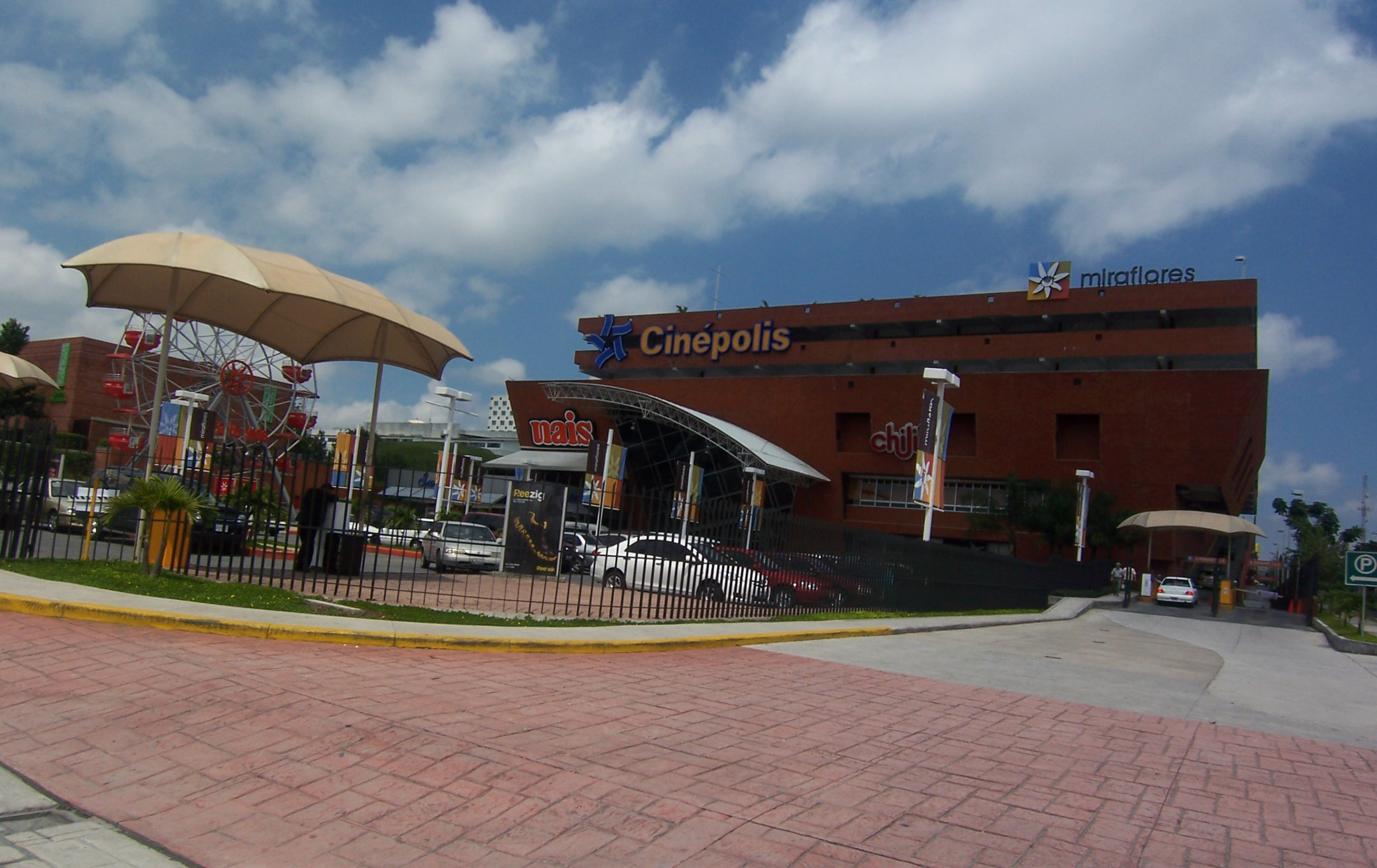
Salida Trasera del Centro Comercial.

- Salida Trasera del Centro Comercial.Cuenta con 180,000 m² de construcción y 55,444m² de área comercial.
- 2 FoodCourts con variedad de opciones de comida
- 1 parque con restaurante y amenidades
- 14 salas de cine
- 1 museo de arqueología maya
- 3191 espacios para estacionamiento
- Uno de los primeros centros comerciales tipo mall de Centroámerica.
- Variedad de Servicios.
- Espacios Verdes.
- Wifi Gratis y Directorios Digitales.